# Piotr Pawlukiewicz

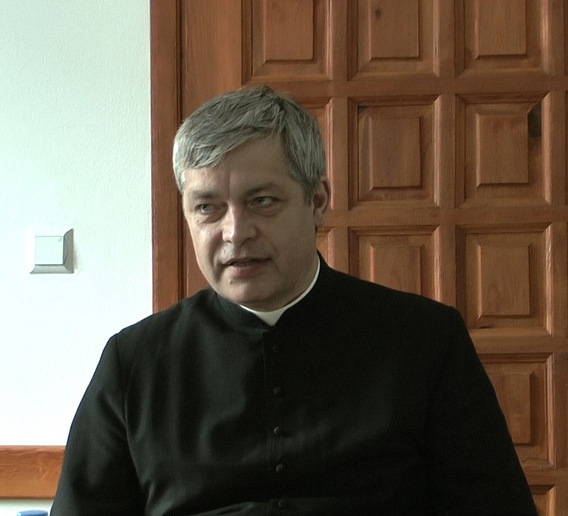
Piotr Pawlukiewicz (2011)

Piotr Pawlukiewicz (* 10. April 1960 in Warschau; † 21. März 2020 ebenda) war ein polnischer Theologe, römisch-katholischer Priester, bekannter Prediger und Autor.

## Leben
Pawlukiewicz studierte Pastoraltheologie an der Katholischen Universität Lublin, Homiletik an der Päpstlichen Akademie für Theologie in Krakau und Rhetorik an der Jagiellonen-Universität in Krakau. Am 2. Juni 1985 empfing er die Priesterweihe. In Warschau wurde er in Pastoraltheologie promoviert. Er war in der Seelsorge tätig und von 1996 bis 1998 Chefredakteur von Radio Józef in Warschau. Er war Hauptprediger in der Heilig-Kreuz-Basilika in Warschau, Prediger in der Studentenkirche St. Anna und moderierte bei Radio Plus Warszawa die Sendung Katechizm Poręczny (Handy-Katechismus). Am Warschauer Seminar unterrichtete er Homiletik. Pawlukiewicz war Kanoniker des Warschauer Metropolkapitels und Kaplan im Sejm und Senat der Republik Polen.
Piotr Pawlukiewicz war Autor religiöser Bücher und Hörbücher. Er hatte jahrelang mit der Parkinson-Krankheit zu kämpfen und starb im Alter von 59 Jahren.